# Пасторіса
Пасторі́са (ісп. Pastoriza, МФА: [pas.to.ˈɾi.sa]) — муніципалітет і містечко в Іспанії, в автономній спільноті Галісія, провінція Луго, комарка Терра-Ча. Розташоване у північно-західній частині країни. Входить до складу Лугоської діоцезії Католицької церкви. Площа муніципалітету — 175,03 км², населення муніципалітету — 3566 ос. (2009); густота населення — 
. Поштовий індекс — 27287. Телефонний код — 34 982.

## Назва
- Пасторі́са  (ісп. Pastoriza, МФА: [pas.to.ˈɾi.sa]) — сучасна іспанська назва.
- А-Пасторі́за (гал. A Pastoriza) — сучасна галісійська назва.

## Географія
Муніципалітет розташований на відстані близько 440 км на північний захід від Мадрида, 35 км на північний схід від Луго.

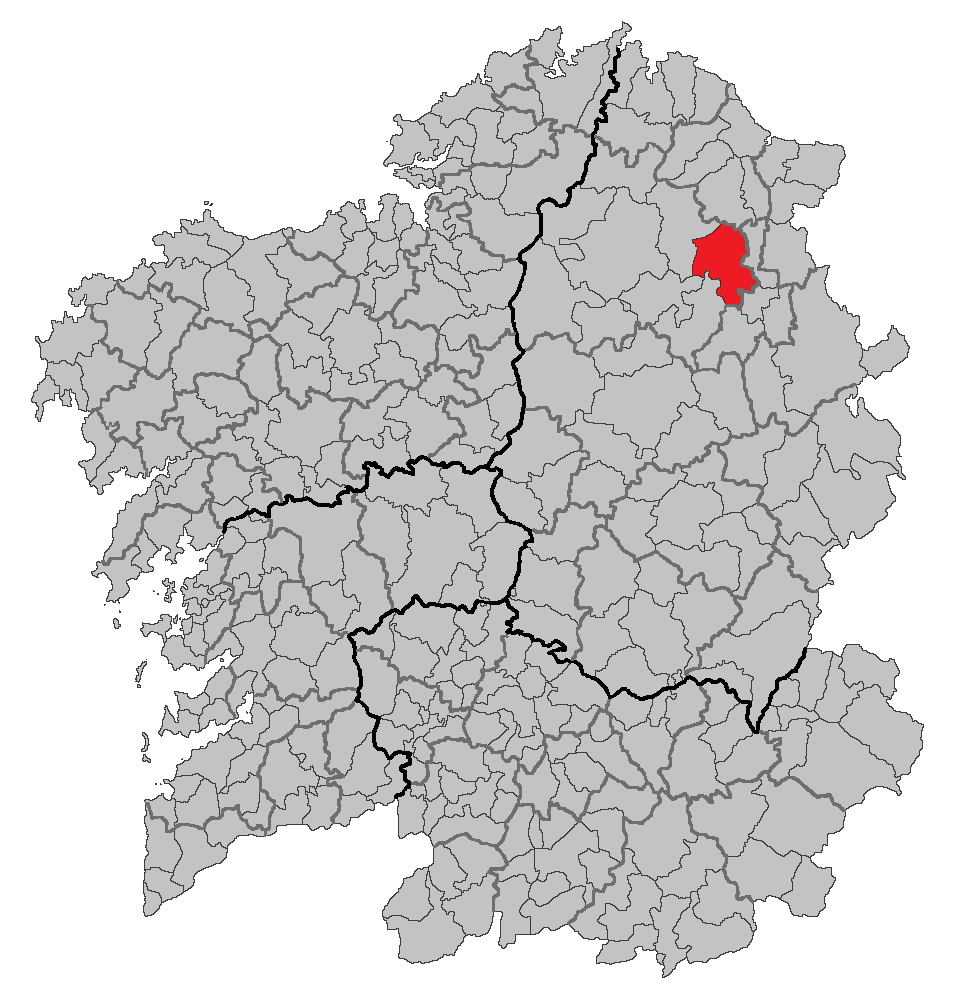
Муніципалітет в Галісії
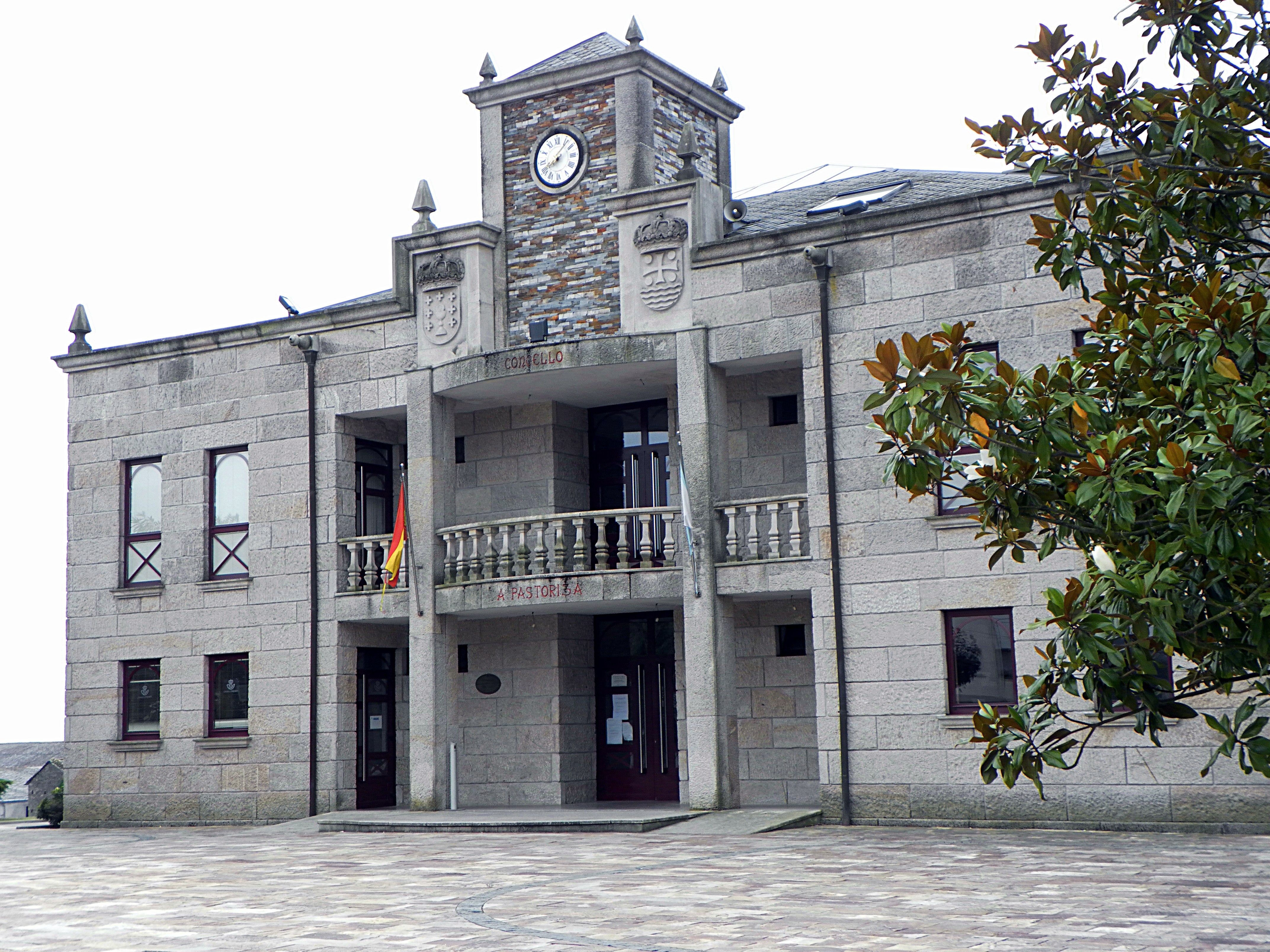
Ратуша
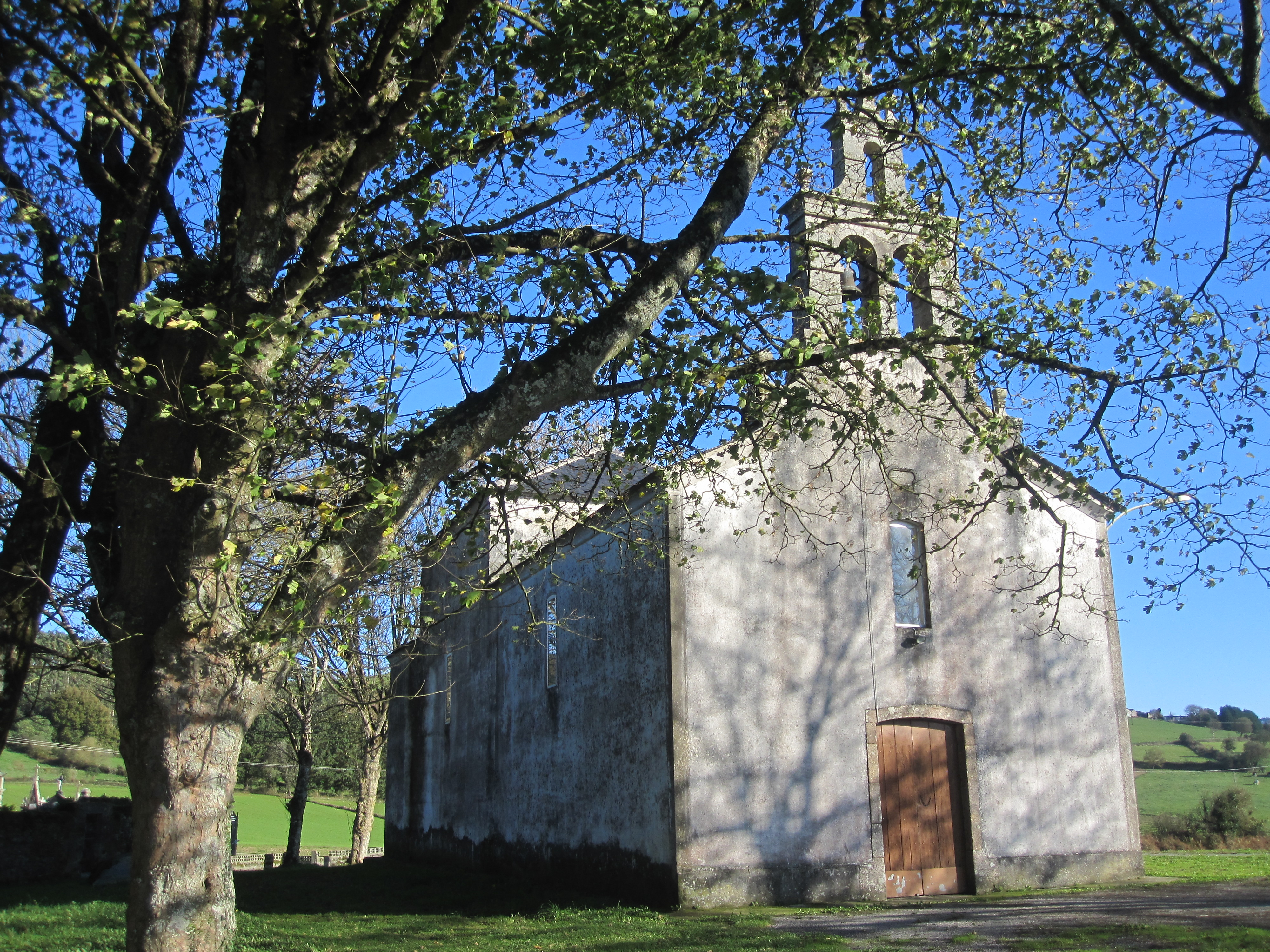
Церква
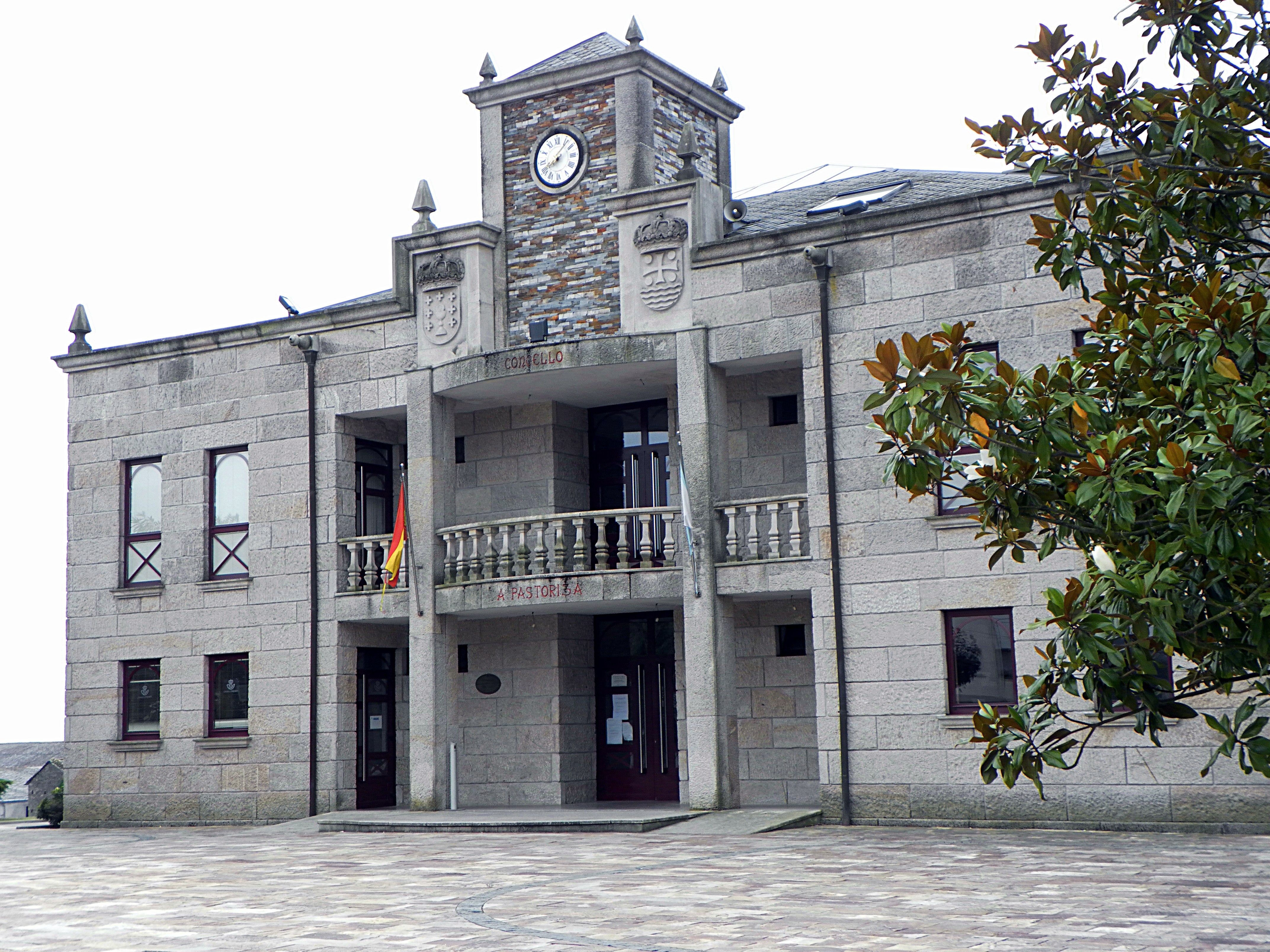
Дім культури

## Демографія
Динаміка населення (INE ):

## Парафії
Муніципалітет складається з таких парафій:
1. А-Агуарда
2. Альваре
3. А-Регейра
4. Бальтар
5. Бретонья
6. Геймонде
7. Віан
8. Кадаведо
9. Кресенте
10. Лагоа
11. Лобосо
12. Пасторіса
13. Поусада
14. Рейгоса
15. Сальданше
16. Сан-Косме-де-Піньєйро
17. Сан-Мартіньйо-де-Корвельє
18. Убеда
19. Фомінья

## Релігія
Пасторіса входить до складу Лугоської діоцезії Католицької церкви.